# تلمبه بچه‌های محمدیوسف
تلمبه بچه‌های محمدیوسف یک منطقهٔ مسکونی در ایران است که در دهستان خاتون‌آباد (شهربابک) واقع شده‌است. تلمبه بچه‌های محمدیوسف ۲۹ نفر جمعیت دارد.